# Wąwóz Maszycki
Wąwóz Maszycki – wąwóz w lewych zboczach Doliny Prądnika w Ojcowskim Parku Narodowym. Ma wylot po południowej stronie skały Grzybowa, a naprzeciwko Skalskiej Drogi. 
Wąwóz jest porośnięty lasem i suchy. Woda spływa nim tylko po większych opadach. Prowadzi nim nieznakowana ścieżka z Doliny Prądnika do Maszyc. W górnej części wąwozu, na wysokości około 65 m nad dnem doliny znajduje się Jaskinia Maszycka. W paleolicie była ona zamieszkiwana przez ludzi. Świadczą o tym znaleziska, jakie w jej namulisku znaleźli archeolodzy: narzędzia, kości zwierząt i ludzi. 
Przy wylocie wąwozu w 1995 r. zamontowano metalowy krzyż. Upamiętnia on msze święte, jakie odprawiali w tym wąwozie żołnierze Armii Krajowej w czasie II wojny światowej.
Przejście wąwozem wymaga zgody dyrekcji Ojcowskiego Parku Narodowego.